# Chionea (Sphaeconophilus) austriaca
Chionea (Sphaeconophilus) austriaca is een tweevleugelige uit de familie steltmuggen (Limoniidae). De soort komt voor in het Palearctisch gebied.